# Xã Sawmill, Quận Pawnee, Kansas
Xã Sawmill (tiếng Anh: Sawmill Township) là một xã thuộc quận Pawnee, tiểu bang Kansas, Hoa Kỳ. Năm 2010, dân số của xã này là 19 người.